# Innan vintern kommer (film)
Innan vintern kommer är en svensk dramafilm som hade premiär den 23 februari 2018. Filmen har regisserats av Stefan Jarl som även skrivit manus och stått för produktionen.

## Handling
Filmen handlar om en familj, mamma (Eva Röse), pappa (Henrik Norlén) och deras son (Wilhelm Abraham) som bor på en bondgård. Trots att det pågår en statskupp försöker de leva som vanligt.

## Rollista
| - Wilhelm Abraham – Sonen - Eva Röse – Mamman - Henrik Norlén – Pappan - Peter Andersson – Befälet - Joel Spira – Soldat 1 | - Valter Skarsgård – Soldat 2 - Ibrahim Faal – Motståndsmannen - Eivin Dahlgren – Mardrömsgeneralen - Hilma Zeilon – Flickan i huset - Petter Åkerberg – Pojken på stranden |